# Joëlle Léandre

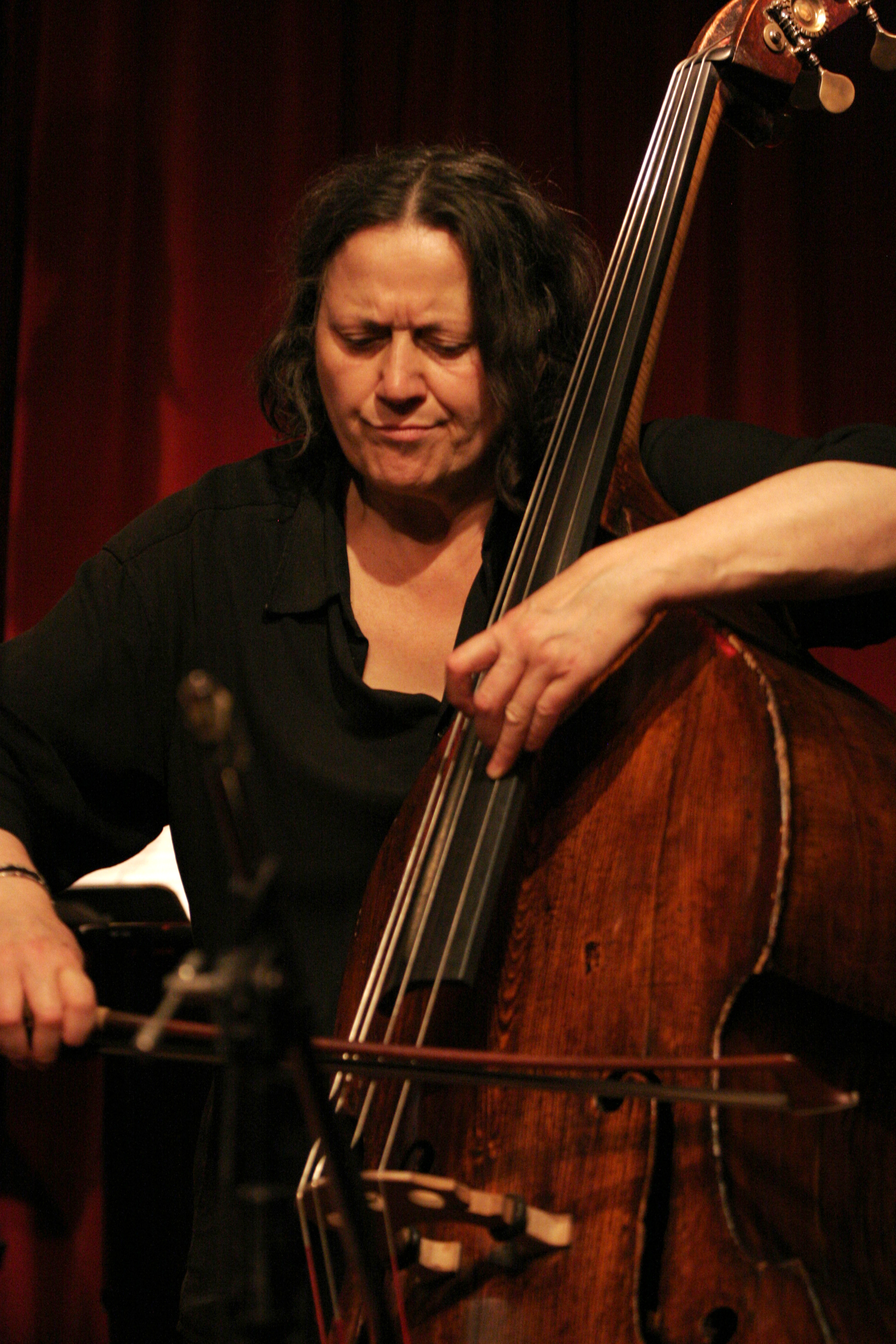

Joëlle Léandre (Aix-en-Provence, 1951. szeptember 12. –) francia dzsesszbőgős, énekes, zeneszerző.

## Pályafutása
Joelle Leandre zongorázni kilenc éves korában kezdett szülővárosában, Aix-en-Provence-ban. Rövidesen bőgőzni is tanulni kezdett. Nagybőgő tanára, Pierre Delescluse biztatta, hogy jelentkezzen a Conservatoire National Superieur de Musique de Paris-ba. Hamarosan első díjat nyert a nagybőgő kategóriában. 1976-ban ösztöndíjat kapott a Buffalo-i Kreatív és Előadóművészeti Központban. különösen nagy hatásssal volt rá a Morton Feldmannel való találkozás, különösen Earl Brown, John Cage és Giacinto Scelsi zenéje miatt. Ugyanakkor megtapasztalta a New York-i belvárosi zenét is, az improvizált zenében való részvételt.
A kortárs zene területén Léandre fellépett a Pierre Boulez Ensemble InterContemporainnel, és dolgozott Merce Cunninghamel, John Cage-gyel is. Cage és Giacinto Scelsi is kifejezetten neki komponálta egyes műveket. 2007-ben szólókoncertet adott a Jazz em Agostoban (Lisszabon, Portugália). Ugyanezen a dzsesszfesztiválon a Quartet Noir (Marilyn Crispell: zongora, Urs Leimgruber: szaxofon, Fritz Hauser: dob) nevű kvartettben is fellépett − amely ritkán lép fel élőben.
Együttműködött olyan zenészekkel is a dzsessz – és általában az improvizált zene területén, mint Derek Bailey, Barre Phillips, Anthony Braxton, George E. Lewis, India Cooke, Evan Parker, Irène Schweizer, Steve Lacy, Maggie Nicols, Fred Frith, Vinny Golia, Carlos Zingaro, John Zorn, Susie Ibarra, J. D. Parran, Kevin Norton, Eric Watson, Ernst Reijseger, Szelevényi Ákos, Sylvie Courvoisier.
1983-ban tagja lett az European Women Improvising Groupnak (EWIG). Az 1990-es évek elején Irène Schweizerrel és  Maggie Nicolsszal létrehozta a Les Diaboliques női improvizációs triót.2005-ben a Le Mans Jazz Fesztiválon kapott díjat. Neve mint 150 lemezen  szerepel. Kiadták a "Voix basse" (2009) és a "Caraque" című verseskötetét (1993).

## Lemezválogatás
- Contrabassiste (1981)
- Instant Replay (1982)
- Live at The Bastille (1982)
- Frerebet (1986)
- Contrabasse et voix (1987)
- Ensemble (1988)
- Écritures (1990)
- Okanagon (1993)
- The Wonderful Widow Of Eighteen Springs (1995) + John Cage)
- No Comment (1997)
- No Waiting (1998)  + Derek Bailey
- Contrabasses (1998) + William Parker
- Live at the Rhinefalls (2000)
- John Cage #4 (2000)
- Passagio (2002)
- Sur une balançoire (2004)
- Concerto Grosso (2005)
- After You Gone (2005) + Barre Phillips, William Parker, Tetsu Saitoh
- One More Time (2005)
- At the Le Mans Jazz Festival (2006)
- À l'improviste (2006) + Barre Phillips
- Psychomagic Combination (2007)
- Duo (Heidelberg Loppem) (2007) + Anthony Braxton
- Live at Dunois (2009) + William Parker
- Trio Ceccaldi, Joëlle Leandre (2013)
- Tout va monter (2014)
- Oakland/Lisboa (2015)
- Double Bass (2018)
- Area Sismica (2020)

## Díjak
- 2005: Le Mans Jazz Fesztivál